# تيري كريستيان
تيري كريستيان (بالإنجليزية: Terry Christian)‏ هو مقدم تلفزيوني بريطاني، ولد في 8 مايو 1960 في سترتفورد في المملكة المتحدة.

## وصلات خارجية
- الموقع الرسمي